# Stephen Cummings
Stephen Phillip Cummings –conocido como Steve Cummings– (Clatterbridge, 19 de marzo de 1981) es un deportista británico que compitió en ciclismo en las modalidades de pista, especialista en la prueba de persecución por equipos, y ruta.
Participó en dos Juegos Olímpicos de Verano, en los años 2004 y 2008, obteniendo una medalla de plata en Atenas 2004 en la prueba de persecución por equipos (junto con Robert Hayles, Paul Manning y Bradley Wiggins), y el 11.º lugar en Pekín 2008 en la prueba de contrarreloj en carretera.
Ganó cuatro medallas en el Campeonato Mundial de Ciclismo en Pista entre los años 2002 y 2006.
En carretera sus mayores éxitos incluyen dos victorias de etapa del Tour de Francia (en las ediciones de 2015 y 2016) y una victoria de etapa en la Vuelta a España 2012.
En noviembre de 2019 anunció su retirada como ciclista profesional tras no ser renovado su contrato con el Dimension Data, equipo en el que competía desde el año 2015.

## Medallero internacional
| Juegos Olímpicos   | Juegos Olímpicos              | Juegos Olímpicos  | Juegos Olímpicos        |
| Año                | Lugar                         | Medalla           | Competición             |
| ------------------ | ----------------------------- | ----------------- | ----------------------- |
| 2004               | Atenas ( Grecia)              | Medalla de plata  | Persecución por equipos |
| Campeonato Mundial |                               |                   |                         |
| Año                | Lugar                         | Medalla           | Competición             |
| 2002               | Ballerup ( Dinamarca)         | Medalla de bronce | Persecución por equipos |
| 2004               | Melbourne ( Australia)        | Medalla de plata  | Persecución por equipos |
| 2005               | Los Ángeles ( Estados Unidos) | Medalla de oro    | Persecución por equipos |
| 2006               | Burdeos ( Francia)            | Medalla de plata  | Persecución por equipos |

1. 1 2  Compitió en la ronda de clasificación.

## Palmarés

### Pista
2004
- 2.º en el Campeonato Olímpico (haciendo equipo  Robert Hayles, Paul Manning y Bradley Wiggins)

2005
- Campeonato del Mundo Persecución por Equipos (haciendo equipo con Robert Hayles, Paul Manning y Chris Newton)

2006
- Medalla de oro en los Juegos de la Commonwealth (haciendo equipo  Robert Hayles, Paul Manning y Chris Newton)
- 2.º en Campeonato del Mundo Persecución por Equipos (haciendo equipo  Geraint Thomas, Paul Manning y Robert Hayles)

### Carretera
| 2005 - 2.º en el Campeonato del Reino Unido en Ruta 2008 - 1 etapa del Giro de Reggio Calabria - Coppa Bernocchi 2009 - 1 etapa del Giro del Capo III 2011 - 1 etapa de la Vuelta al Algarve - 2.º en el Campeonato del Reino Unido Contrarreloj 2012 - 1 etapa de la Vuelta a España - 1 etapa del Tour de Pekín 2014 - Tour del Mediterráneo, más 1 etapa | 2015 - 1 trofeo del Challenge Ciclista a Mallorca (Trofeo Andrach–Mirador d'es Colomer) - 1 etapa del Tour de Francia 2016 - 1 etapa de la Tirreno-Adriático - 1 etapa de la Vuelta al País Vasco - 1 etapa del Critérium del Dauphiné - 1 etapa del Tour de Francia - Vuelta a Gran Bretaña 2017 - Campeonato del Reino Unido Contrarreloj - Campeonato del Reino Unido en Ruta - 1 etapa del Giro de Toscana 2019 - 3.º en el Campeonato del Reino Unido Contrarreloj |

## Resultados en Grandes Vueltas y Campeonatos del Mundo
| Carrera              | Carrera              | 2005 | 2006 | 2007  | 2008 | 2009 | 2010  | 2011 | 2012  | 2013  | 2014 | 2015  | 2016  | 2017  | 2018  | 2019  |
| -------------------- | -------------------- | ---- | ---- | ----- | ---- | ---- | ----- | ---- | ----- | ----- | ---- | ----- | ----- | ----- | ----- | ----- |
|                      | Giro de Italia       | —    | —    | 110.º | 96.º | —    | 55.º  | —    | —     | 149.º | —    | —     | —     | —     | —     | —     |
|                      | Tour de Francia      | —    | —    | —     | —    | —    | 151.º | —    | 95.º  | —     | —    | 86.º  | 140.º | 141.º | —     | 129.º |
|                      | Vuelta a España      | —    | —    | —     | —    | —    | —     | —    | 156.º | —     | —    | 102.º | —     | —     | 124.º | —     |
| Mundial en Ruta      | Mundial en Ruta      | Ab.  | —    | —     | Ab.  | 52.º | —     | Ab.  | 70.º  | Ab.   | Ab.  | 31.º  | Ab.   | —     | —     | —     |
| Mundial Contrarreloj | Mundial Contrarreloj | —    | —    | —     | 25.º | —    | —     | —    | —     | —     | —    | 14.º  | 25.º  | —     | —     | —     |

—: no participa

Ab.: abandono